# Rozálka (468 m)
Rozálka (czes. Kapelský vrch, niem. Wachtberg) – szczyt o wysokości 468 m n.p.m. leżący na zachód od centrum miasta Žamberka.
Na szczycie znajduje się kaplica z 1682 wystawiona przez hrabiego Bubna z Litic jako wotum za ustąpienia zarazy. Budowla jest poświęcona świętym: Rozalii, Rochowi, Sebastianowi, Mikołajowi i Marcinowi. Niegdyś w pierwszym tygodniu września odbywał się na szczycie odpust („Kapelské poutě”).
Na Rozálce zbudowano w 1932 także wieżę widokową im. Tyrša (czes. Tyršova rozhledna). Budowla o wysokości 20 m powstała na podstawie zmodyfikowanego projektu Theodora Petříka. Wzorem była zaprojektowana przez niego wieża widokowa Hýlačka koło Táboru (wysokość 18 m) przypominająca husycką wieżę. Budowla na Rozálce była remontowana w 2004. Wówczas na piętrze widokowym umieszczono metalowa panoramę według projektu Jana Vítka. Wieża jest czynna w sezonie. Klucz można otrzymać w warsztacie samochodowym u stóp góry.